# Strossmayeria calamicola
Strossmayeria calamicola är en svampart som beskrevs av J. Fröhl. & K.D. Hyde 2000. Strossmayeria calamicola ingår i släktet Strossmayeria och familjen Helotiaceae.   Inga underarter finns listade i Catalogue of Life.